# Orientalska kumina

Orientalska kumina (tudi kumin, rimska kumina ali laški kumin) (znanstveno ime Cuminum cyminum iz družine Apiaceae) je rastlina, razširjena od vzhodnega Sredozemlja do vzhodne Indije. Uporablja se predvsem v pakistanski in indijski kuhinji.
Ne smemo je zamenjati s kumino.